# Vincent Okoyo Nembe
Vincent Okoyo Nembe est un homme politique de la République démocratique du Congo et vice ministre de Fonction publique dans le gouvernement Gizenga I.

## Biographie
Vincent Okoyo Nembe est vice ministre de la Fonction publique et il est élu par deux fois représentant du territoire d'Opala.